# Nell'aria c'è/Come un carillon
Nell'aria c'è/Come un carillon è un 45 giri del cantautore italiano Umberto Tozzi, pubblicato nel 1983.
Nell'aria c'è, quell'anno, fu un vero e proprio tormentone estivo. Venne ripresa l'anno successivo ed inserita nell'album Hurrah.
Come un carillon sarà ripresa insieme a tutto l'album Hurrah (escluso Hurrah in inglese) ed Aria di lei, e saranno inserite nell'album Nell'aria c'è del 1989.

## Tracce
Lato A
1. Nell'aria c'è – 4:06 (testo: Giancarlo Bigazzi – musica: Umberto Tozzi)

Lato B
1. Come un carillon – 3:53 (testo: Giancarlo Bigazzi – musica: Umberto Tozzi)